# Lista de revoltas e guerras civis bizantinas
Esta é uma lista de guerras civis e de revoltas internas organizadas na história do Império Romano do Oriente (395 - 1453). A definição de revolta interna organizada é qualquer conflito que tenha sido travado dentro das fronteiras imperiais com ao menos um líder em oposição ao governo estabelecido.

## Século IV
- 399: Revolta de Tribigildo na Frígia.
- 400: Revolta de Gainas.

## Século V
- 479: Tentativa de golpe de Marciano.
- 484: Primeira Revolta Samaritana.
- 484–488: Rebelião de Ilo e Leôncio contra o imperador Zenão.
- 492–497: Guerra Isaura.
- 495: Segunda Revolta Samaritana.

## Século VI
- 513–515: Revoltas de Vitaliano contra Anastácio I Dicoro.
- 529–531: Terceira Revolta Samaritana sob Juliano ben Sabar.
- 532: Irrupção da Revolta de Nica em Constantinopla. Hipácio proclamado imperador e posteriormente executado por Justiniano e Teodora.
- 536–537: Revolta militar da Prefeitura pretoriana da África liderado por Estútias.
- 555/556: Quarta Revolta Samaritana.

## Século VII
- 602: Revolta e golpe de estado de Focas.
- 603–604: Revolta do general Narses contra Focas.
- 608–610: Revolta da África sob Heráclio, o Velho, golpe de estado vitorioso de seu filho Heráclio, o Jovem.
- 610–611: Revolta do general Comencíolo, irmão de Focas, contra Heráclio.
- 613-628: Revolta judaica contra Heráclio, a breve Comunidade Judaico-Sassânida é formada.
- 617/618: João de Conza toma Nápoles, mas é assassinado pelo exarca Eleutério.
- 640: Revolta do general Tito na Mesopotâmia em protesto contra os excessos cometidos pelas tropas bizantinas.
- 644/645: Tentativa fracassada de tomar o trono por Valentino contra seu genro Constante II.
- 646–647: Revolta de Gregório, o Patrício, exarca da África.
- 650–652: Revolta de Olímpio, exarca de Ravena.
- ca. 651: Revolta e deserção para os árabes dos soldados armênios sob Teodoro Restúnio.
- 667: Revolta de Sabório, general dos armeníacos.
- 668–669: Assassinato de Constante II e tentativa de golpe por Mecécio na Sicília.
- 680: Golpe fracassado no Tema Anatólico a favor dos irmãos de Constantino IV.
- 692/693: Revolta e deserção para os muçulmanos do patrício armênio Simbácio.
- 695: Revolta e golpe de estado de Leôncio contra Justiniano II.
- 698: Revolta de golpe de estado contra Leôncio pelo exército retornando da expedição fracassada contra Cartago.

## Século VIII
- 705: Deposição de Tibério Apsímaro por Justiniano II.
- 711: Revolta dos quersonitas liderada por Filípico culmina em golpe de estado contra Justiniano II.
- 715: Revolta das tropas opsicianas em Rodes resulta numa guerra civil de seis meses. Anastácio II abdica em favor de Teodósio III.
- 716–717: Revolta e golpe vitorioso do general Leão III, o Isauro.
- 717/718: Revolta de Sérgio, general da Sicília, que declara Basílio Onomágulo imperador.
- 727: Revolta do Tema Heládico.
- 729/730: Revolta de Tibério Petásio que declara a si mesmo imperador.
- 741–743: Revolta e golpe de estado de Artavasdo contra Constantino V.
- 780: Golpe fracassado em favor de Nicéforo, um irmão de Leão IV, o Cazar.
- 781–782: Expedição imperial contra Elpídio, governador da Sicília.
- 790: Revolta militar contra a regência de Irene de Atenas. O filho dela, Constantino VI, é empossado como único imperador.
- 792–793: Revolta dos armeníacos contra a restauração de Irene de Atenas como co-imperatriz de Constantino VI.
- 800: Levante na Capadócia instigado por Estaurácio.

## Século IX
- 803: Revolta de Vardanes, o Turco.
- 821–823: Revolta de Tomás, o Eslavo.
- 827: Revolta do almirante Eufêmio na Sicília.
- 837: Revolta da tribo eslava dos esmolenos nos Bálcãs.
- 838–839: Revolta das tropas curramitas sob Teófobo.

## Século X
- 919: Revolta fracassada de Leão Focas, o Velho contra o golpe de Romano I Lecapeno.
- 921: Revolta das tribos eslavas dos melingos e ezeritas no Peloponeso.
- ca. 922: Revolta de Bardas Boilas, governador da Cáldia.
- ca. 930: Revolta popular de Basílio Mão-de-Cobre em Opsiciano.
- 970: Revolta dos Focas sob Bardas Focas, o Jovem contra João I Tzimisces.
- 976–979: Revolta de Bardas Esclero contra Basílio II Bulgaróctono.
- 987–989: Revolta de Bardas Focas, o Jovem, contra Basílio II Bulgaróctono.

## Século XI
- 1022: Revolta de Nicéforo Xífias e Nicéforo Focas Baritráquelo contra Basílio II Bulgaróctono.
- 1025–1026: Revolta de Nicéforo Comneno, duque da Média e Baspracânia.
- 1026–1027: Revolta de Basílio Esclero.
- 1034: Revolta popular sob Elpídio Bracâmio em Antioquia.
- 1040: Revolta de Gregório Taronita na Frígia.
- 1040–1041: Revolta de Pedro Deliano se espalha pelas regiões sul e oeste dos Bálcãs.
- 1042: Revolta do governador de Chipre, Teófilo Erótico.
- 1042–1043: Revolta de Jorge Maniaces contra Constantino IX Monômaco.
- 1042–1043: Revolta de Teófilo Erótico, governador de Chipre.
- 1047: Revolta de Leão Tornício contra Constantino IX Monômaco.
- 1057: Revolta de Erveu Francópulo.
- 1057: Revolta e golpe de estado por Isaac I Comneno (Batalha de Petroe).
- 1066: Revolta contra os altos impostos na Tessália sob Niculitza Delfina.
- 1072: Revolta de Jorge, o Boitaco.
- 1073–1074: Revolta de Roussel de Bailleul proclama o césar João Ducas imperador.
- 1077–1078: Revolta e golpe de estado por Nicéforo III Botaniates.
- 1077–1078: Revolta de Nicéforo Briênio, o Velho contra Miguel VII Ducas e Nicéforo III Botaniates, derrotada na Batalha de Calávrita.
- 1078: Revolta de Filareto Bracâmio contra Miguel VII Ducas.
- 1078: Revolta de Nicéforo Basilácio contra Nicéforo III Botaniates.
- 1080–1081: Revolta de Nicéforo Melisseno contra Nicéforo III Botaniates.
- 1081: Revolta e golpe de estado por Aleixo I Comneno.
- 1092: Revoltas de Cárices em Creta e Rapsomates em Chipre.
- 1094: Revolta de Pseudo-Diógenes na Trácia.
- 1095–1098: Revolta de Teodoro Gabras, governador da Cáldia.

## Século XII
- 1182: Revolta e golpe de estado de Andrônico I Comneno.
- 1183/1184: Revolta do general Andrônico Lampardas.
- 1183/1184: Revolta de João Comneno Vatatzes, governador do Tema Tracesiano, contra a regência de Andrônico I Comneno.
- 1184: Revolta de Teodoro Cantacuzeno, governador de Prussa.
- 1184–1191: Revolta e fundação de um regime paralelo por Isaac Comneno em Chipre.
- 1185: Revolta de Asen e Pedro, fundação do Segundo Império Búlgaro.
- 1185: Revolta e golpe de estado por Isaac II Ângelo.
- 1187: Revolta de Aleixo Branas contra Isaac II Ângelo.
- 1188–1189: Revolta e fundação de um regime paralelo por Teodoro Mangafa em Filadélfia.
- 1190–1204/05: Revolta e fundação de um regime paralelo por Basílio Chotzas em Tarsia.
- 1192: Revolta de Pseudo-Aleixo II.

## Século XIII
- c. 1200–1206: Revolta e fundação de um regime paralelo por Leão Camareto na Lacônia.
- c. 1200–1208: Revolta e fundação de um regime paralelo por Leão Esguro na região nordeste do Peloponeso e Grécia Central.
- 1201: Golpe de estado de João Comneno, o Gordo, contra Aleixo III Ângelo em Constantinopla é violentamente reprimido.
- 1201: Revolta de João Spiridonaces na Macedônia.
- 1201/1202: Revolta de Manuel Camitzes e Dobromir Crisos na Tessália e na Macedônia.
- 1204–1205: Segunda revolta e fundação de um regime paralelo por Teodoro Mangafa na Filadélfia.
- 1204–1205: Revolta e fundação de um regime paralelo por Manuel Maurozomes na Frígia.
- 1204–1206: Revolta e fundação de um regime paralelo por Sabas Asidenos no baixo vale do rio Meandro.
- 1204–1206: Revolta e fundação de um regime paralelo por João Cantacuzeno em Messênia.
- 1224: Revolta de Isaac e Aleixo Láscaris contra João III Vatatzes.
- 1225: Revolta de Isaac e Andrônico Nestongo contra João III Vatatzes.

## Século XIV
- 1321, 1322 e 1327–1328: Guerra civil intermitente entre Andrônico II Paleólogo e seu neto Andrônico III Paleólogo.
- 1341–1347: Guerra civil entre João VI Cantacuzeno e a regência de João V Paleólogo.
- 1342–1350: Revolta e fundação de um regime paralelo pelos Zelotes de Tessalônica.
- 1352–1357: Guerra civil entre João V Paleólogo, João VI Cantacuzeno e Mateus Cantacuzeno.
- 1373-1379: Guerra civil e golpe de estado por Andrônico IV Paleólogo.

## Século XV
- 1453–1454: Revolta popular no Despotado da Moreia contra os déspotas Demétrio e Tomas Paleólogo. Suprimida pelas tropas otomanas.